# Вольтрон: Легендарный защитник
«Вольтро́н: Легендарный защитник» (англ. Voltron: Legendary Defender) — американский анимационный веб-сериал, выпущенный компаниями DreamWorks Animation и World Events Production и анимированный Studio Mir. Является ремейком аниме Beast King GoLion и франшизы «Вольтрон» в целом. Анимация сериала представляет собой смесь классической 2D анимации и CGI, которая использовалась для экшен-сцен.
Сюжет повествует о пяти ребятах с Земли, которые волей случая стали последней надеждой на спасение Вселенной от гнета Империи Галра.
Первый сезон был показан на веб-сервисе Netflix 10 июня 2016 года и состоит из 11 серий.
Второй сезон был показан 20 января 2017 года и состоит из 13 серий.
Третий сезон был показан 4 августа 2017 года и состоит из 7 серий.
Четвёртый сезон был показан 13 октября 2017 года и состоит из 6 серий.
Пятый сезон был показан 2 марта 2018 года и состоит из 6 серий.
Шестой сезон был показан 15 июня 2018 года и состоит из 7 серий.
Седьмой сезон вышел 10 августа 2018 года и состоит из 13 серий.
Восьмой, финальный сезон был показан 14 декабря 2018 года и состоит из 13 серий.

## Сюжет
Действие сериала начинается на спутнике Плутона. Учёный Сэмюэль Холт, его сын Мэттью и пилот Такаши Широгане были отправлены в научную экспедицию на Кербер, но попали в плен к инопланетянам. На Земле миссию объявили провальной из-за ошибки пилотирования.
Год спустя после «провала» миссии трое кадетов Гарнизона Ханк, Пидж и Лэнс становятся свидетелями крушения странного космического корабля, на борту которого находился один из участников экспедиции — Широ. Сбежать всем помогает Кит, ныне отчисленный студент Гарнизона. Компания укрывается дома у Кита в пустыне. Тот рассказывает, что весь год посвятил себя исследованиям о некоем Синем Льве. Совместными усилиями они находят большого робота-льва синего цвета, который незамедлительно переносит их в другую часть вселенной на планету Арус.
Герои случайно пробуждают принцессу Алтеи Аллуру и ее советника Корана, которые провели в криосне десять тысяч лет. Они рассказывают, что являются последними представителями своей расы, безжалостно уничтоженной Зарконом, правителем Империи Галра. Также Аллура рассказывает, что Синий Лев — одна из частей самого мощного оружия во Вселенной — Вольтрона, собрав которого они смогут положить конец правлению Заркона и его Империи.

## Персонажи
- Такаши «Широ» Широгане (Джош Китон) — двадцатипятилетний Черный паладин. Ответственный лидер, всегда заботится о других. Вместе с Сэмом и Мэттом Холтами был захвачен галра на Керберосе. Целый год провел в плену, сражаясь на Арене и заработал титул «Чемпион». Вернулся на Землю с усовершенствованным протезом вместо правой руки, седой челкой и шрамом на лице. Страдает амнезией и, предположительно, ПТСР. В первых двух сезонах не имеет особого оружия паладинов — баярда, поэтому сражается с помощью кибернетической руки. По национальности японец. Поначалу является единственным близким человеком для Кита, которого он отметил своим преемником в роли лидера. Пропал в конце второго сезона, в тот же момент и погиб, но его душа была заточена в Чёрном Льве. Его Лев трансформируется в туловище с головой Вольтрона. До конца шестого сезона в команде Вольтрона разгуливает его клон, созданный Хаггар. В последней серии Аллура перемещает дух Широ из Чёрного Льва в клона, и Широ восстаёт из мёртвых.
- Кит (Стивен Ён) — восемнадцатилетний, а позднее двадцатилетний Красный паладин. Был лучшим пилотом в Гарнизоне, но оказался отчислен из-за поведения, после чего целый год жил в пустыне, изучая информацию о Синем Льве. Является сиротой. Во втором сезоне выяснилось, что он наполовину галра. С детства носит с собой клинок, о значении которого узнал только на испытании Клинка Марморы. Стал преемником Широ, в третьем сезоне был вынужден возглавить Вольтрон и пилотировать Черного Льва. Обладает хорошими боевыми навыками, его баярд принимает вид меча с рукояткой как у катара. Близок с Широ, они были знакомы еще до полета последнего на Кербер. Лев Кита трансформируется в правую руку Вольтрона. В четвёртом сезоне покидает команду и участвует в миссиях Клинка Марморы. В шестом сезоне возвращается вместе со своей матерью Кролией и алтеанкой Ромэлль. Вновь становится паладином Чёрного Льва.
- Лэнс (Джереми Шада[англ.]) — семнадцатилетний Синий паладин. Любит флиртовать с девушками. Считает себя снайпером в команде. В первых двух сезонах его баярд принимал вид автомата, в третьем трансформировался в снайперскую винтовку. Над ним часто подшучивают остальные паладины и Аллура. Лэнс всегда пытается превзойти Кита, из-за чего у них случаются стычки. В Гарнизоне был пилотом грузовых кораблей, но после отчисления Кита смог перевестись в класс боевых. В третьем сезоне стал управлять Красным Львом, приняв Кита как Черного паладина. По национальности кубинец. Возможно, что он вырос рядом с пляжем Варадеро. Имеет большую семью. Его Лев трансформируется в правую ногу Вольтрона
- Пидж Гандерсон (Бекс Тейлор-Клаус) — пятнадцатилетняя Зеленая паладин. Ее настоящее имя — Кэти Холт. Является дочерью Сэма Холта и сестрой Мэтта Холта, пропавших на Кербере. Не поверив в смерть экипажа, пыталась взломать данные Гарнизона, чтобы узнать, что произошло с ее родными, но была поймана с поличным и внесена в чёрный список. Притворившись парнем по имени Пидж Гандерсон, она смогла поступить в Гарнизон. Став паладином, призналась, что на самом деле девушка, к большому удивлению Лэнса. Очень умна для своего возраста. Не любит природу, хотя Зеленый Лев тесно с ней связан. Ее баярд выглядит как стреловидный клинок с возможностями электрошокера. Не теряет надежду найти своего брата и отца и делает все возможное для этого. Итальянка. Ее Лев трансформируется в левую руку Вольтрона.
- Ханк (Тайлер Лэбин) — семнадцатилетний Желтый паладин. Механик и лучший друг Лэнса. Очень добрый и сострадательный человек, а также превосходный кулинар. Весьма недоверчив к незнакомцам и часто паникует. Несмотря на мягкий характер, не остановится ни перед чем, чтобы защитить кого-то. Часто является голосом разума в команде наравне с Широ. Помог найти Синего Льва на Земле, собрав счетчик Гейгера. Его баярд принимает вид большой пушки. Самоанец. Лев Ханка трансформируется в левую ногу Вольтрона.
- Аллура (Кимберли Брукс) — принцесса планеты Алтея, которая была уничтожена Зарконом десять тысяч лет назад. Аллуру поместил в криопод ее отец, король Альфор, где она и находилась до момента прибытия на планету паладинов. Является одним из трёх последних представителей своей расы. Тесно связана со львами и замком-кораблем, способна создавать порталы для перемещения в пространстве, а также может телепатически общаться с четырьмя мышками, которые оказались вместе с ней в криоподе. В конце второго сезона смогла управлять квинтэссенцией. Аллура очень сильна физически и обладает способностями хамелеона, благодаря чему может сливаться с толпой. Выступает в роли дипломата и создает Альянс Вольтрона вместе с освобожденными планетами. Долгое время думала, что все галра поголовно злые и даже сначала презрительно относилась к Киту, узнав о его происхождении. В третьем сезоне, после исчезновения Широ, становится Синим паладином, заняв место Лэнса. Ее баярд выглядит как некое подобие хлыста. В 6 серии 5 сезона вместе с Лотором отправляется на Орианд, чтобы узнать все тайны алтеанской алхимии, где учится многому, связанному с квинтэссенцией.
- Коран Гийеронимус Вимблетон Смайт (Рис Дарби) — альтеанец. Раньше был советником короля Альфора, ныне является советником Аллуры. Был так же, как и принцесса, помещен в криопод на десять тысяч лет.
- Заркон (Нил Каплан[англ.]) — главный антагонист сериала, правитель Империи Галра. В прошлом был другом Короля Альфора и первым Черным паладином. Влюбился в ученую-алхимика Хонерву, приглашённую Альфором с Алтеи для проведения экспериментов над квинтэссенцией. Из-за этого они оба попали под ее влияние. Уничтожил Алтею и в течение десяти тысяч лет порабощал Вселенную, расширяя свою Империю. Пытался вернуть себе Черного Льва. В конце второго сезона впал в кому после схватки с Вольтроном. В финале третьего сезона Хаггар выводит его из комы, и в 4 сезоне он снова возвращается на престол. Он вызывает к себе Лотора и изгоняет его, сказав, что тот больше не нужен. Вскорее Заркон узнает от Хаггар о том, что Лотор создаёт корабли из материала кометы, путешествующей между реальностями. Считая, что Лотор собирается использовать их против него и империи, он начинает настоящую охоту на собственного сына и объявляет Лотора главным врагом всей империи Галра. Во 2 серии 5 сезона его убивает Лотор.
- Хаггар (Хонерва) (Кри Саммер) — приближенная ведьма Заркона, в прошлом его жена Хонерва. Альтеанка, однако способна маскироваться под Галра как и Аллура. Умеет управлять квинтэссенцией и создает робозверей в качестве оружия для служения императору. Имеет в подчинении большое количество друидов. Пыталась сделать из Широ мощное оружие и заменила ему руку на протез. Всегда находится подле Заркона. В финале третьего сезона оказалось, что она была его женой. Она до последнего пыталась отговорить его от роковой схватки с Вольтроном. Когда Заркон был повержен, она и её друиды делают всё возможное, чтобы вывести его из комы. Она приказывает вызвать принца Лотора. Сама она, однако, его недолюбливает и считает его недостойным управлять империей. В финале третьего сезона она проникает в воспоминания Заркона и вспоминает своё с ним трагическое прошлое, и то, что является его женой. Это выводит Заркона из комы. В 4 сезоне она докладывает вернувшемуся Заркону о том, что Лотор пытается изменить устои империи, за что Заркон отправляет сына в изгнание. Впоследствии через свою шпионку среди генералов Лотора — Нарфи, Хаггар узнаёт и об истинном плане Лотора. Она докладывает обо всём Заркону, в результате чего Лотор становится главным врагом империи. Через глаза Широ наблюдает за происходящим среди паладинов. В 5 сезоне узнаёт, что Лотор — её сын. По её же просьбе, после смерти Заркона, бывшие генералы Лотора разыскивают Сендака и приводят его к Хаггар как претендента на престол. Однако, Сендака побеждает Лотор. После коронации Лотора, Хаггар вместе с Акшой, Эзор и Зетрид бежит из Империи на одном из кораблей. В последней серии 5 сезона, через глаза Широ узнаёт про Орианд и отправляется туда. Там она вновь внешне становиться чистой Альтеанкой. В одной из серий 6 сезона Акша называет её настоящим Альтеанским именем Хонерва, что вероятнее всего значит, что Хонерва перестала считать себя Хаггар.
- Лотор (А. Дж. Локасцио[англ.]) — сын Заркона и Хонервы, нынешний Император Империи Галра. Наполовину альтеанец. Не поддерживает методы порабощения и уничтожения своего отца и стремится собрать вокруг себя союзников. Хитер и умен, умеет просчитывать ходы. Имеет собственный отряд галра-генералов женщин, состоящий из таких же полукровок, как и он сам. в 4 сезоне выясняется, что одна из генералов-шпионка Хаггар. Лотор убивает её после чего остальные генералы предают его и собираются отдать Заркону. Однако он сбегает от них и решает объединить силы с паладинами Вольтрона. Паладины изначально не доверяют ему и держат на корабле как узника. Чтобы втереться в доверие, Лотор выдаёт Паладинам местоположения важных военных баз Галра. Затем Паладины узнают от него где находится Сэм Холт — отец Пидж и Мэтта. Однако трое его бывших генералов уже забрали Сэма и передали Заркону. Заркон соглашается вернуть Сэма в обмен на Лотора. Лотор предупреждает паладинов, что это может быть ловушка, однако паладины, а в особенности Пидж, ему не верят. Предчувствие Лотора не подводит. Это действительно оказалась ловушка Заркона. Пока паладины пытались спасти Сэма, Лотор и Заркон сходятся в смертельном поединке. Преимущество оказывается на стороне Заркона. Лотор вынуждает его выпустить все запасы квинтэссенции. В битву вмешиваются паладины. И когда Заркон собирается выпустить мощный заряд Квинтэссенции, Лотор наносит Заркону удар в спину и убивает его. Далее, на планете Крал Зена, после победы над Сендаком, Лотор становится императором. Имеет алтеанские метки избранных, в конце 5 сезона вместе с Аллурой отправляется на Орианд. В шестом сезоне использует Аллуру для создания своего робота наподобие Вольтрона, а также отправляется в межреальностный разлом, где под влиянием квинтэссенции становится чистым злом, как и его родители. В седьмой серии шестого сезона погибает и остаётся в разломе, где паладины его и запечатывают ценой замка. Как выяснилось, Лотор спас многих алтеан, заперев их на удалённой планете, но его намерения не были столь благи: из тех некоторых из тел некоторых из них он выкачивал квинтэссенцию.